# Barta, Ismail
Barta, întâlnit și sub forma Plavni (în rusă Плавни, în ucraineană Плавні) este un sat în Comuna Reni din raionul Ismail, regiunea Odesa (Ucraina). Are 2,039 locuitori, preponderent moldoveni (români).
Satul este situat la o altitudine de 45 metri, pe malul vestic al Lacului Ialpug, în partea de est a raionului Reni. Se află la o distanță de 42 km de centrul raional Reni și la 17 km de gara din satul Frecăței. 
Până în anul 1947 satul a purtat denumirea oficială de Barta (în ucraineană Барта), în acel an el fiind redenumit Plavnî ("baltă" în limba rusă).

## Istoric
Localitatea Barta a făcut parte încă de la înființare din regiunea istorică Bugeac (Basarabia de sud) a Principatului Moldovei. Prima atestare documentară a satului datează din registrul fiscal din 25 iulie 1645 .
Prin Tratatul de pace de la București, semnat pe 16/28 mai 1812, între Imperiul Rus și Imperiul Otoman, la încheierea războiului ruso-turc din 1806 – 1812, Rusia a ocupat teritoriul de est al Moldovei dintre Prut și Nistru, pe care l-a alăturat Ținutului Hotin și Basarabiei/Bugeacului luate de la turci, denumind ansamblul Basarabia (în 1813) și transformându-l într-o gubernie împărțită în zece ținuturi (Hotin, Soroca, Bălți, Orhei, Lăpușna, Tighina, Cahul, Bolgrad, Chilia și Cetatea Albă), capitala guberniei fiind stabilită la Chișinău . 
Satul a fost refondat în anul 1814 în legătură cu colonizarea Basarabiei de Sud. În anul 1811 în acest sat locuiau doar 24 familii, iar în decursul anului 1814 numărul familiilor în sat s-a mărit până la 106. În anul 1814 a fost construită o bisericuță din lemn.
La începutul secolului al XIX-lea, conform recensământului efectuat de către autoritățile țariste în anul 1817, satul Barta făcea parte din Ocolul Cahulului a Ținutului Ismail . 
În urma Tratatului de la Paris din 1856, care încheia Războiul Crimeii (1853-1856), Rusia a retrocedat Moldovei o fâșie de pământ din sud-vestul Basarabiei (cunoscută sub denumirea de Cahul, Bolgrad și Ismail). În urma acestei pierderi teritoriale, Rusia nu a mai avut acces la gurile Dunării. În urma Unirii Moldovei cu Țara Românească din 1859, acest teritoriu a intrat în componența noului stat România (numit până în 1866 "Principatele Unite ale Valahiei și Moldovei"). În urma Tratatului de pace de la Berlin din 1878, România a fost constrânsă să cedeze Rusiei acest teritoriu.
În anul 1883 a fost construită în sat o biserică din cărămidă cu hramul "Sf. Arh. Mihail", ctitor fiind considerat moș Gheorghe Patarachi .
După Unirea Basarabiei cu România la 27 martie 1918, satul Barta a făcut parte din componența României, în Plasa Reni a județului Ismail. Pe atunci, majoritatea populației era formată din români. La recensământul din 1930, s-a constatat că din cei 2.437 locuitori din sat, 2.409 erau români (98.85%), 18 bulgari (0.74%), 7 ruși (0.29%), 2 găgăuzi și 1 turc .
Ca urmare a Pactului Ribbentrop-Molotov (1939), Basarabia, Bucovina de Nord și Ținutul Herța au fost anexate de către URSS la 28 iunie 1940. După ce Basarabia a fost ocupată de sovietici, Stalin a dezmembrat-o în trei părți. Astfel, la 2 august 1940, a fost înființată RSS Moldovenească, iar părțile de sud (județele românești Cetatea Albă și Ismail) și de nord (județul Hotin) ale Basarabiei, precum și nordul Bucovinei și Ținutul Herța au fost alipite RSS Ucrainene. La 7 august 1940, a fost creată regiunea Ismail, formată din teritoriile aflate în sudul Basarabiei și care au fost alipite RSS Ucrainene .
În perioada 1941-1944, toate teritoriile anexate anterior de URSS au reintrat în componența României. Apoi, cele trei teritorii au fost reocupate de către URSS în anul 1944 și integrate în componența RSS Ucrainene, conform organizării teritoriale făcute de Stalin după anexarea din 1940, când Basarabia a fost ruptă în trei părți. 
În anul 1947, autoritățile sovietice au schimbat denumirea oficială a satului din cea de Barta în cea de Plavnî. În anul 1954, Regiunea Ismail a fost desființată, iar localitățile componente au fost incluse în Regiunea Odesa.
Biserica ortodoxă din Barta a fost închisă la 9 mai 1962, în următorii an fiind furate multe lucruri de preț din lăcașul de cult: cruci, vase, icoane ș.a. În anul 1988, după 26 ani, s-a permis redeschiderea lăcașului ca urmare a numeroaselor solicitări din partea locuitorilor bărteni. Biserica a fost renovată în următorii ani.
Începând din anul 1991, satul Barta face parte din raionul Reni al regiunii Odesa din cadrul Ucrainei independente. În prezent, satul are 2.039 locuitori, preponderent moldoveni (români).

## Cultura
Școala din satul Barta are limba română ca limbă de predare . 

## Demografie
Componența lingvistică a comunei Barta
     Română (93,18%)
     Rusă (2,31%)
     Ucraineană (1,86%)
     Bulgară (1,13%)
     Alte limbi (0,1%)
Conform recensământului din 2001, majoritatea populației comunei Barta era vorbitoare de română (93,18%), existând în minoritate și vorbitori de rusă (2,31%), ucraineană (1,86%) și bulgară (1,13%).
- 1860: 870 (recensământ)
- 1930: 2.437 (recensământ)
- 2001: 2.039 (recensământ)

## Personalități
- Valentin Șerban (Șerbacov) (1918–2005) - atlet și antrenor de atletism; a participat în 1936 la Jocurile Olimpice de la Berlin; campionul României la proba de alergare la distanța de 110 metri garduri, categoria juniori (1938).
- Zaharie Ghețoi (n. 1943) - medic militar (cu gradul de colonel) în Armata Sovietică; a lucrat timp de 8 ani într-o unitate militară din cadrul cosmodromului Baikonur.
- Petru Ghețoi (n. 1970) - pictor și ilustrator de cărți din Republica Moldova;
- Dumitru Bulgaru, (1962-1982), căzut pe câmpul de luptă în Afganistan;
- Alexei Mitioglo,(n.1963), chirurg,  absolvent al Academiei de Medicină din orașul Samara (Kuibâșev);